# 포로 교환
포로 교환(捕虜交換)은 전쟁 포로, 첩보원, 인질 등 포로를 석방하기 위해 분쟁에서 이루어지는 반대 측 간의 거래이다. 때때로 시체도 포함된다.

## 제네바 협약
제네바 협약에 따라 질병이나 장애로 인해 전쟁에 기여할 수 없는 포로는 본국으로 송환될 수 있다.

## 같이 보기
- 범죄인 인도